# Carbon Motors E7
 (mars 2014).
La Carbon Motors E7 est une voiture de la marque Carbon Motors Corporation qui s’occupe de construire des voitures interceptor pour la police américaine.
Leur modèle le plus récent est la E7.